# Zéguédéghin (Toéghin)
Pour les articles homonymes, voir Zéguédéghin.
Zéguédéghin est une commune rurale située dans le département de Toéghin de la province du Kourwéogo dans la région Plateau-Central au Burkina Faso.

## Santé et éducation
Le centre de soins le plus proche de Zéguédéghin est le centre de santé et de promotion sociale (CSPS) de Toéghin tandis que le centre médical avec antenne chirurgicale (CMA) se trouve à Boussé.